# Asystasia welwitschii
Asystasia welwitschii är en akantusväxtart som beskrevs av Spencer Le Marchant Moore. Asystasia welwitschii ingår i släktet Asystasia och familjen akantusväxter. Inga underarter finns listade i Catalogue of Life.